# 調布市立第六中学校
調布市立第六中学校（ちょうふしりつ だいろくちゅうがっこう）は、東京都調布市国領にある公立中学校。
1969年（昭和44年）開校。

## 部活動[1]

### 運動部
- サッカー部
- 野球部
- 男子バスケットボール部
- 女子バスケットボール部
- バドミントン部
- 女子バレー部
- 女子ソフトテニス部

### 文化部
- 美術部
- 合唱部
- 手工芸部
- パズル部
- パソコン部
- 競技かるた部
- 囲碁部

## アクセス
- 京王線 国領駅から東へ徒歩5分